# Gaudefroyita
La gaudefroyita és un mineral de la classe dels borats. Va ser anomenada l'any 1964 per Georges Jouravsky i François Permingeat en honor de Christophe Gaudefroy (1878-1971), eclesiàstic i mineralogista francès.

## Característiques
La gaudefroyita és un borat de fórmula química Ca₄Mn3+
3(BO₃)₃(CO₃)O₃. Cristal·litza en el sistema hexagonal. Els cristalls són bipiramidals i rabassuts {1120}, o prismàtics {0110} amb terminacions piramidals prominents, de fins a 5 cm; també típicament en forma de cristalls cònics escalonats agrupats en agregats divergents. La seva duresa a l'escala de Mohs és 6.
Segons la classificació de Nickel-Strunz, la gaudefroyita pertany a «06.AB: borats amb anions addicionals; 1(D) + OH, etc.» juntament amb els següents minerals: hambergita, berborita, jeremejevita, warwickita, yuanfuliïta, karlita, azoproïta, bonaccordita, fredrikssonita, ludwigita, vonsenita, pinakiolita, blatterita, chestermanita, ortopinakiolita, takeuchiïta, hulsita, magnesiohulsita, aluminomagnesiohulsita, fluoborita, hidroxilborita, shabynita, wightmanita, sakhaïta, harkerita, pertsevita-(F), pertsevita-(OH), jacquesdietrichita i painita.

## Formació i jaciments
La gaudrefayita és un mineral hidrotermal poc comú en dipòsits de manganès. Va ser descoberta l'any 1964 a la mina Tachgagalt, a la Província d'Ouarzazate (Souss-Massa-Draâ, Marroc). També ha estat descrita a la pedrera Caspar, al volcà Bellerberg (Renània-Palatinat, Alemanya) i en múltiples indrets de Sud-àfrica.
Ha estat trobada associada amb els següents minerals: marokita, braunita, hausmannita, crednerita, pirolusita, calcita, quars, brucita (Tachgagalt, Marroc); barita, calcita, hidrogrossulària, manganita, bixbyita, braunita, hausmannita i hematita (districte de Kuruman, Sud-àfrica).